# كراسنوفايمسك
كراسنوفايمسك (بالروسية: Красноуфимск) هي إحدى مدن روسيا في الكيان الفدرالي الروسي سفيردلوفسك أوبلاست.

## المناخ
يظهر الجدول التالي التغييرات المناخية على مدار السنة لكراسنوفايمسك:
| البيانات المناخية لـكراسنوفايمسك   | البيانات المناخية لـكراسنوفايمسك | البيانات المناخية لـكراسنوفايمسك | البيانات المناخية لـكراسنوفايمسك | البيانات المناخية لـكراسنوفايمسك | البيانات المناخية لـكراسنوفايمسك | البيانات المناخية لـكراسنوفايمسك | البيانات المناخية لـكراسنوفايمسك | البيانات المناخية لـكراسنوفايمسك | البيانات المناخية لـكراسنوفايمسك | البيانات المناخية لـكراسنوفايمسك | البيانات المناخية لـكراسنوفايمسك | البيانات المناخية لـكراسنوفايمسك | البيانات المناخية لـكراسنوفايمسك |
| الشهر                              | يناير                            | فبراير                           | مارس                             | أبريل                            | مايو                             | يونيو                            | يوليو                            | أغسطس                            | سبتمبر                           | أكتوبر                           | نوفمبر                           | ديسمبر                           | المعدل السنوي                    |
| ---------------------------------- | -------------------------------- | -------------------------------- | -------------------------------- | -------------------------------- | -------------------------------- | -------------------------------- | -------------------------------- | -------------------------------- | -------------------------------- | -------------------------------- | -------------------------------- | -------------------------------- | -------------------------------- |
| الدرجة القصوى °م (°ف)              | 4.5 (40.1)                       | 7.5 (45.5)                       | 13.5 (56.3)                      | 28.7 (83.7)                      | 35.3 (95.5)                      | 36.6 (97.9)                      | 37.3 (99.1)                      | 36.3 (97.3)                      | 30.5 (86.9)                      | 24.5 (76.1)                      | 13.1 (55.6)                      | 4.8 (40.6)                       | 37.3 (99.1)                      |
| متوسط درجة الحرارة الكبرى °م (°ف)  | −11.2 (11.8)                     | −9.0 (15.8)                      | −1.3 (29.7)                      | 8.9 (48.0)                       | 17.6 (63.7)                      | 22.7 (72.9)                      | 24.2 (75.6)                      | 21.4 (70.5)                      | 15.0 (59.0)                      | 5.7 (42.3)                       | −3.2 (26.2)                      | −9.0 (15.8)                      | 6.8 (44.3)                       |
| المتوسط اليومي °م (°ف)             | −15.4 (4.3)                      | −14.5 (5.9)                      | −7.2 (19.0)                      | 3.1 (37.6)                       | 10.9 (51.6)                      | 16.3 (61.3)                      | 18.1 (64.6)                      | 15.3 (59.5)                      | 9.5 (49.1)                       | 2.0 (35.6)                       | −6.5 (20.3)                      | −12.8 (9.0)                      | 1.6 (34.8)                       |
| متوسط درجة الحرارة الصغرى °م (°ف)  | −20.3 (−4.5)                     | −19.9 (−3.8)                     | −12.7 (9.1)                      | −2.2 (28.0)                      | 4.5 (40.1)                       | 9.9 (49.8)                       | 12.1 (53.8)                      | 9.8 (49.6)                       | 5.1 (41.2)                       | −1.0 (30.2)                      | −10.2 (13.6)                     | −17.2 (1.0)                      | −3.5 (25.7)                      |
| أدنى درجة حرارة °م (°ف)            | −53.6 (−64.5)                    | −48.7 (−55.7)                    | −41.8 (−43.2)                    | −28.9 (−20.0)                    | −15.0 (5.0)                      | −5.3 (22.5)                      | 0.8 (33.4)                       | −2.8 (27.0)                      | −7.8 (18.0)                      | −27.6 (−17.7)                    | −42.7 (−44.9)                    | −49.7 (−57.5)                    | −53.6 (−64.5)                    |
| الهطول مم (إنش)                    | 32.6 (1.28)                      | 24.2 (0.95)                      | 22.9 (0.90)                      | 29.2 (1.15)                      | 45.7 (1.80)                      | 66.2 (2.61)                      | 76.3 (3.00)                      | 64.5 (2.54)                      | 59.3 (2.33)                      | 52.0 (2.05)                      | 43.2 (1.70)                      | 35.9 (1.41)                      | 552 (21.72)                      |
| متوسط أيام هطول الأمطار (≥ 0.1 mm) | 20.4                             | 15.3                             | 16.9                             | 9.4                              | 11.8                             | 11.3                             | 6.8                              | 10.2                             | 11.9                             | 15.9                             | 19.6                             | 20.6                             | 170.1                            |
| متوسط الرطوبة النسبية (%)          | 80.7                             | 77.2                             | 75.1                             | 67.6                             | 63.6                             | 70.7                             | 72.2                             | 77.2                             | 79.5                             | 81.3                             | 85.0                             | 82.7                             | 76.1                             |
| ساعات سطوع الشمس الشهرية           | 49.6                             | 95.2                             | 142.6                            | 213.0                            | 251.1                            | 268.5                            | 282.1                            | 218.6                            | 138.0                            | 69.8                             | 46.5                             | 37.2                             | 1٬812٫2                          |
| المصدر: climatebase.ru             |                                  |                                  |                                  |                                  |                                  |                                  |                                  |                                  |                                  |                                  |                                  |                                  |                                  |